# Germarostes globosus
Germarostes globosus is een keversoort uit de familie Hybosoridae. De wetenschappelijke naam van de soort is voor het eerst geldig gepubliceerd in 1835 door Say.